# Korowelang Anyar
Korowelang Anyar is een bestuurslaag in het regentschap Kendal van de provincie Midden-Java, Indonesië. Korowelang Anyar telt 2991 inwoners (volkstelling 2010).